# Jak-28
Jak-28 (ros. Як-28) – radziecki naddźwiękowy turboodrzutowy samolot bombowy. Produkowany również jako samolot rozpoznawczy, walki radioelektronicznej, myśliwiec przechwytujący oraz samolot szkolno-treningowy. Został wycofany ze służby w roku 1992. W NATO nosił oznaczenie kodowe Brewer.

## Historia
W połowie lat 50. XX wieku lotnictwo wojskowe ZSRR zgłosiło zapotrzebowanie na samolot bombowy, który byłby następcą Iła-28. Biuro konstrukcyjne OKB-115, na podstawie uchwały KC KPZR z dn. 28 marca 1956 roku, przystąpiło do prac nad projektem lekkiego bombowca naddźwiękowego. Założono, że będzie to maszyna dwusilnikowa, z dwuosobową załogą, o masie startowej 12-13 ton, osiągająca prędkość 1500–1600 km/h na wysokości 10 000 metrów, przenoszący 3000 kg uzbrojenia na odległość 2200–2400 km. Projekt otrzymał oznaczenia Jak-129. 15 sierpnia 1956 roku założenia zostały zmodyfikowane. Decydenci ZSRR oczekiwali, że powstanie maszyna osiągająca prędkość 2500 km/h i dysponująca zasięgiem 2500 km. Planowano, że testy fabryczne rozpoczną się w pierwszym kwartale 1958 roku, a próby państwowe w czwartym .
Do prac projektowych wykorzystano jeden z seryjnych samolotów Jak-26, w którym wprowadzono daleko idące zmiany. Zwiększono sztywność skrzydła, zwiększono powierzchnię płata, przekonstruowano lotki i klapy. Podniesienie miejsca zamontowania skrzydła do kadłuba pozwoliło na montaż większych a zatem mocniejszych silników oraz powiększenie komory bombowej. Budowa prototypu została zakończona zgodnie z planem na początku 1958 roku. Został wyposażony w dwa silniki Tumański R-11A-300. Oblot odbył się 5 marca 1958 roku .
4 października zakończono próby fabryczne. Samolot osiągał prędkość maksymalną 1500 km/h, pułap 16300 metrów w 3,5 minuty, samolot miał dobre charakterystyki startu i lądowania. W konstrukcji wprowadzono drobne zmiany, które pozwoliły na poprawę stateczności podłużnej. Nowa konstrukcja oficjalnie otrzymała oznaczenia Jak-28.
Drugi prototyp powstał również poprzez przebudowę samolotu Jak-26. Wyposażono go w mocniejsze silniki R-11AF-300, przekonstruowano gondole, w których były zamontowane. W ramach testów przeprowadzono próby startu z lotniska gruntowego z symulowaną masą uzbrojenia wynoszącą 1500 kg oraz przeprowadzono próby bombardowania w locie z prędkością naddźwiękową.
Samolot został skierowany do testów państwowych. Podczas jednego z lotów doszło do uszkodzenia instalacji paliwowej ale załoga zdołała bezpiecznie wylądować w przygodnym terenie. Pozytywne wynik prób oraz fakt, że był to jedyny bombowiec w ZSRR zdolny przenieść 1200 kg uzbrojenia na pułapie 10 000 m z prędkością 1400 km/h spowodowało podjęcie decyzji o skierowaniu maszyny do produkcji seryjnej.
Podjęły ją zakłady lotnicze w Irkucku, gdzie do pomocy skierowano część pracowników OKB-115. Jak wzorzec do produkcji przyjęto drugi prototyp, maszyna seryjna otrzymała oznaczenie Jak-28B. Zapadła też decyzja o kontynuowaniu prac rozwojowych. Zdecydowano się na wyposażenie samolotu w radar, modyfikację celownika oraz dodanie uzbrojenia pokładowego w postaci działka NR-23. Modyfikacji uległ również silnik R-11AF-300 – wzrosła siła ciągu z dopalaczem. Tak zmodyfikowany samolot wprowadzono do produkcji w 1960 roku.
Samolot został przekazany do eksploatacji w jednostkach liniowych. Po pewnym czasie do konstruktorów zaczęły wpływać zgłoszenia o stwierdzonych wadach konstrukcyjnych. Dochodziło do pękania poszycia i elementów konstrukcyjnych oraz asynchronicznej pracy klap i ich zacinania się. Okazało się również, że konstrukcja kadłuba została niewłaściwie uszczelniona co powodowało gromadzenie się wody i jej zamarzanie podczas lotów na dużej wysokości. To z kolei prowadziło do awarii systemów elektronicznych.
W 1960 rozpoczęto testowanie samolotu wyposażonego w układ naprowadzania radiowego DBS-2S „Lotos” oraz zmodyfikowane uzbrojenie strzeleckie. Po zakończeniu prób zmodyfikowany samolot wdrożono do produkcji jako Jak-28L. 

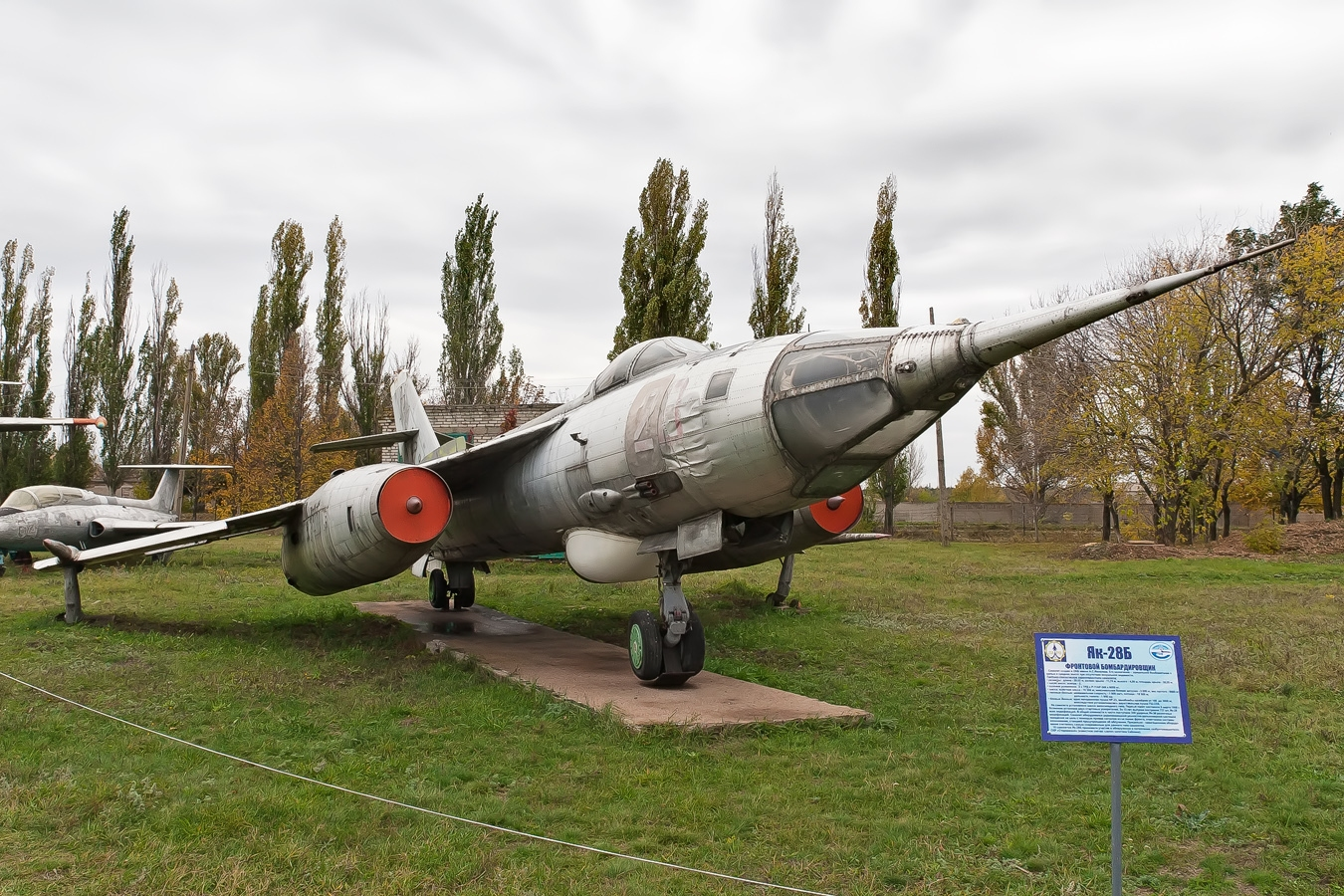
Jak-28I

Również w 1960 do testów skierowano kolejną wersję - Jak-28I. Samolot był wyposażony w nowy system kierowania uzbrojeniem składający się z nowego radaru, celownika optycznego oraz autopilota. Zmieniono konstrukcję przedniej części kadłuba co poprawiło widoczność z kabiny nawigatora oraz przekonstruowano nasadę skrzydła.
Jak-28B został po raz pierwszy zaprezentowany publicznie podczas parady lotniczej w Tuchino w 1961 roku.
20 marca 1962 rozpoczęto testy państwowe seryjnego Jaka-28, w którym wprowadzono zmiany poprawiające charakterystykami startu i lądowania. Samolot dostosowano do montażu rakiet startowych, na przedniej goleni podwozia zamontowano hamulcowe KT-82 oraz zamontowano spadochron hamujący. Po zakończeniu testów zmiany zostały wprowadzone w samolotach produkowanych seryjnie.
W 1965 rozpoczęto budowę kolejnej wersji samolotu, która otrzymała oznaczenie Jak-28N. Samolot miał zmodyfikowane węzły podwieszenia uzbrojenia oraz zmienione anteny stacji naprowadzania. W 1969 opracowano modyfikację Jak-28IM, która była wyposażona w cztery podskrzydłowe węzły mocowania uzbrojenia. Wobec wprowadzania do uzbrojenia samolotów Su-17 i Su-24 zrezygnowano z prac nad tą wersją. 

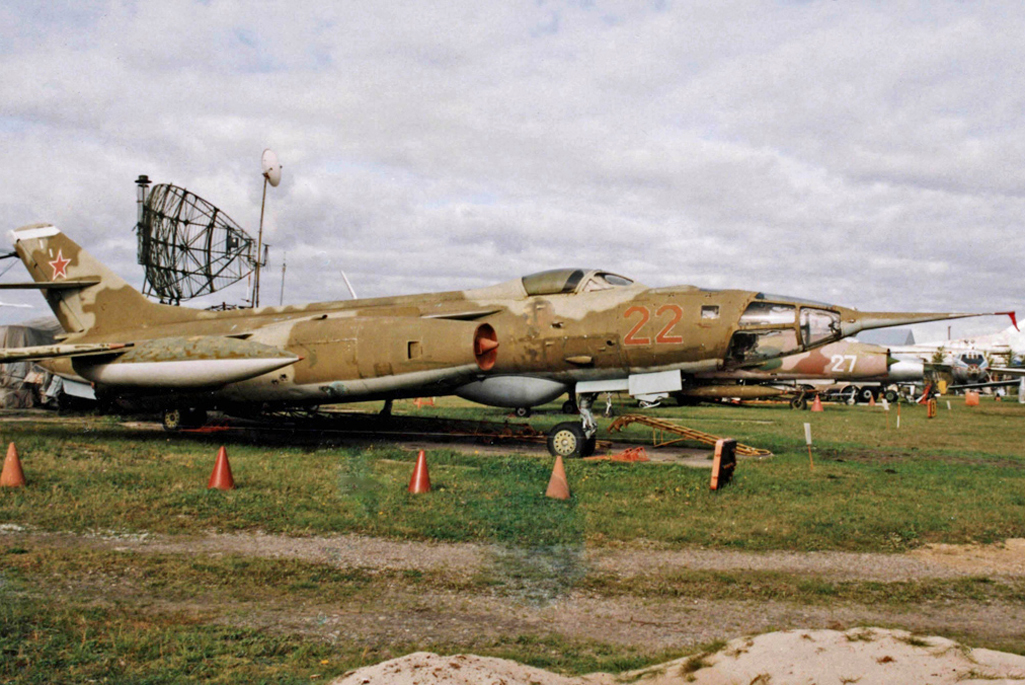
Jak-28R

W 1961 biuro konstrukcyjne OKB-115 zostało zobowiązane przez KC KPZR i Radę Ministrów ZSRR do opracowania na bazie Jak-28 samolotu rozpoznawczego, który miałby zastąpić Jak-27R i Ił-28R. Prace projektowe ukończono w 1962 a prototyp powstał w 1963. Wykorzystano seryjny samolot Jak-28I, w którym wprowadzono znaczne zmiany konstrukcyjne. Poprawiono oszklenie kabiny nawigatora, zwiększono o 550 litrów zbiorniki paliwa, komorę bombową dostosowano do montażu sprzętu rozpoznawczego. Samolot mógł przenosić pięć wersji wyposażenia rozpoznawczego, dostosowanego do wykonywanej misji. Próby państwowe nowej konstrukcji trwały od 7 marca do 7 lipca 1963. Po ich pozytywnym ukończeniu podjęto decyzję o skierowaniu samolotu do produkcji jako Jak-28R. Z zakładów w Irkucku pierwsze egzemplarze seryjne do jednostek liniowych dostarczono w styczniu 1966.
Na podstawie Jaka-28 rozpoczęto pracę nad samolotem walki radioelektronicznej. Nowa konstrukcja otrzymała oznaczenie Jak-28PP. Przekonstruowano kabinę nawigatora, dostosowano węzły podskrzydłowe do zasobników z urządzeniami walki radioelektronicznej. Jak-28PP był eksploatowany w jednostkach liniowych przez bardzo długi czas i był ostatnim z rodziny Jakowów wycofanym ze służby. Został zastąpiony przez nowocześniejszy Su-24MP.
Wprowadzenie do służby Jaka-28 spowodowało zapotrzebowanie na maszynę treningową. W 1962 zbudowano wersję dwuosobową o oznaczeniu Jak28U. W komorze bombowej zainstalowano dodatkowy zbiornik paliwa o pojemności 1359 litrów, miejsce nawigatora przebudowano na kabinę ucznia. Samolot skierowano na testy państwowe, które trwały od 23 listopada 1962 do 15 marca 1963. Konstrukcja wymagała poprawek, po ich wprowadzeniu samolot został zaakceptowany 3 września 1964. 

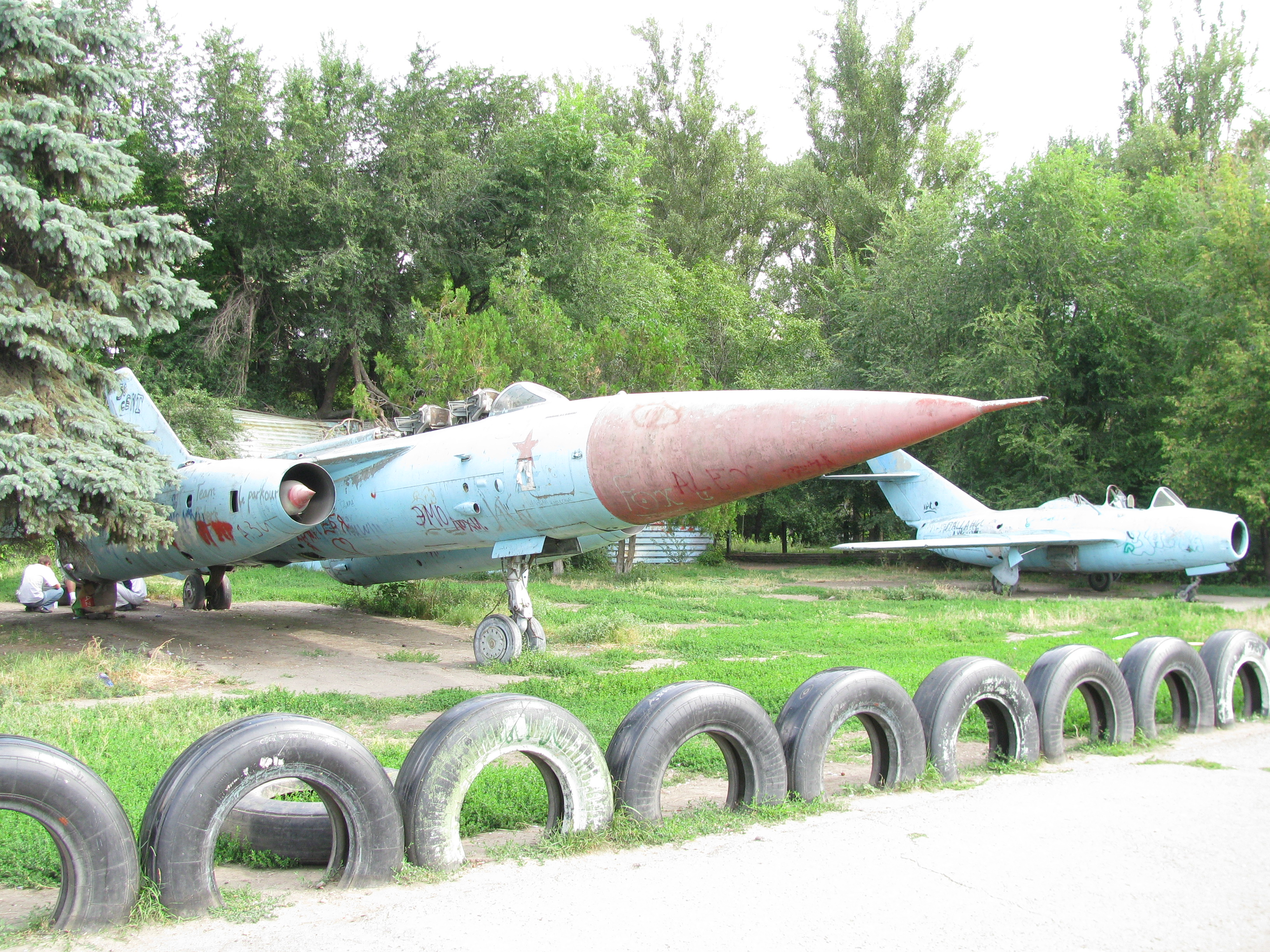
Jak-28P

W 1960, na bazie Jak-27K i Jak-28, powstał nowy projekt naddźwiękowego myśliwca przechwytującego o oznaczeniu Jak-28P. Został zaprojektowany do zwalczania celów powietrznych na niskich i średnich wysokościach w szerokim zakresie prędkości, niezależnie od pory dnia i pogody. Samolot został wyposażony w zmodyfikowany system uzbrojenia K-8M-1, który składał się z dwóch pocisków rakietowych R-8M-1 z półaktywnymi głowicami naprowadzania termicznego i radarowego, urządzeń startowych oraz radaru Oriel-D. Samolot nie miał zamontowanego uzbrojenia strzeleckiego. Próby państwowe nowej wersji zakończono w 1965 i skierowano samolot do produkcji.

## Wersje rozwojowe
Samolot Jak-28 opracowano w wiele wersjach rozwojowych:
- Jak-28L – samolot bombowy wyposażony w układ naprowadzania DBS-2S „Lotos”,
- Jak-28P – myśliwiec przechwytujący,
- Jak-28U – wersja treningowa,
- Jak-28B – podstawowa wersja bombowa,
- Jak-28I – samolot bombowy wyposażony w system sterowania uzbrojeniem składający się z radaru Initiatywa-2, autopilota AP-28K i celownika optycznego OPB-116,
- Jak-28N - samolot bombowy przewidywany do przenoszenia rakiet Ch-28, wyposażony w zmodyfikowane systemy naprowadzania,
- Jak-28R – samolot rozpoznawczy,
- Jak-28RR – samolot rozpoznawczy wyposażony w sprzęt do rozpoznania radiacyjnego,
- Jak-28PP – samolot walki radioelektronicznej,
- Jak-28URP – wersja doświadczalna wyposażona w silniki pomocnicze na paliwo stałe.

## Konstrukcja
Dwuosobowy, dwusilnikowy samolot wielozadaniowy o konstrukcji metalowej.
Kadłub o konstrukcji półskorupowej. Podzielony na trzy sekcje. W pierwszej znajdowały się miejsca załogi, komora przedniego podwozia oraz wyposażenie radiowo-nawigacyjne. W części środkowej znajdowały się zbiorniki paliwa, węzły mocowania skrzydeł do kadłuba, sprzęt elektroniczny oraz komora bombowa. W ostatniej części kadłuba znajdowała się komora podwozia głównego oraz systemy ochrony tylnej półstrefy.
Podwozie tandemowe składało się z koła przedniego, koła głównego i dwóch kół podporowych chowanych do gondol na końcach skrzydeł.
Napęd samolotu stanowiły dwa silniki R11AF2-300 zainstalowane w podskrzydłowych gondolach. Przy wlocie powietrza znajdował się regulowany stożek, silniki były wyposażone w automatyczne urządzenia rozruchowe i system przeciwoblodzeniowy. Układ paliwowy samolotu składał się z sześciu zbiorników zamocowanych w kadłubie. Samolot mógł przenosić dodatkowe zbiorniki paliwa na węzłach podwieszania uzbrojenia.